# Portugal en los Juegos Paralímpicos de Sídney 2000
Portugal estuvo representado en los Juegos Paralímpicos de Sídney 2000 por un total de 52 deportistas, 45 hombres y siete mujeres.

## Medallistas
El equipo paralímpico portugués obtuvo las siguientes medallas:
| Nombre                                                                | Deporte   | Evento                   |
| --------------------------------------------------------------------- | --------- | ------------------------ |
| Oro                                                                   |           |                          |
| Gabriel Potra                                                         | Atletismo | 200 m T12 masculino      |
| Carlos Manuel Conceição                                               | Atletismo | 400 m T11 masculino      |
| Paulo de Almeida                                                      | Atletismo | 1500 m T11 masculino     |
| Carlos Amaral Ferreira                                                | Atletismo | Maratón T11 masculino    |
| Carlos Manuel Conceição Gabriel Potra José Alves José Domingos Ramião | Atletismo | 4 × 400 m T13 masculino  |
| José Carlos Macedo                                                    | Bochas    | Individual BC3 mixto     |
| Plata                                                                 |           |                          |
| Firmino Baptista                                                      | Atletismo | 200 m T11 masculino      |
| José Monteiro                                                         | Atletismo | 800 m T46 masculino      |
| Carlos Amaral Ferreira                                                | Atletismo | 10 000 m T11 masculino   |
| Armando Costa                                                         | Bochas    | Individual BC3 mixto     |
| Susana Barroso                                                        | Natación  | 50 m espalda S3 femenino |
| Bronce                                                                |           |                          |
| Maria Graça Fernandes                                                 | Atletismo | 400 m T38 femenino       |
| Gabriel Potra                                                         | Atletismo | 100 m T12 masculino      |
| José Alves                                                            | Atletismo | 400 m T13 masculino      |
| Luís Belchior Fernando Ferreira António Marques Pedro Silva           | Bochas    | Equipo BC1-BC2 mixto     |